# Карл Мук
Карл Мук (нім. Karl Muck; 22 жовтня 1859, Дармштадт — 3 березня 1940, Штутгарт) — німецький диригент.

## Біографія
Вивчав музику у Вюрцбурзькій консерваторії і класичну філологію в Гейдельберзькому університеті. З 1877 продовжив заняття в Лейпцизькій консерваторії. У 1880 році став доктором філології та в тому ж році дебютував як піаніст в Лейпцигу.
У 1880—1881 Карл Мук був капельмейстером в Цюриху. У 1882 працював у Зальцбурзі, в 1883—1884 — у Брно, в 1884—1886  — в Ґраці. У 1886 став першим капельмейстером Німецького театру в Празі. У 1892 став першим капельмейстером в Королівській придворній опері в Берліні (згодом — Берлінська державна опера). Мук багато гастролював. У 1912—1918 він був музичним керівником Бостонського симфонічного оркестру; на цій посаді він опинився в центрі скандалу, пов'язаного з помилковими звинуваченнями у відмові виконати державний гімн США в умовах Першої світової війни, — не дивлячись на те, що в результаті оркестр виконав гімн в спеціальному аранжуванні концертмейстера Антона Вітека, репутація Мука помітно постраждала, і в 1918 він був інтернований як німець, всупереч швейцарському громадянству. Згодом Мук керував Гамбурським філармонічним оркестром.
В період 1901—1930 Карл Мук, видатний знавець музики Вагнера, регулярно з'являвся на Байройтському фестивалі, заклавши високий стандарт вагнерівського виконавства (особливо це стосується його «Парсіфаля», збереглися фрагментарні записи 1927—1928 рр.) У 1926 він став почесним громадянином Байройта. Мук був відомий своєю вимогливістю і точністю прочитання партитури.